# Nucleariidae
Nucleariida
Ordre
Famille
Les Nucleariidae sont une famille d'amibes holomycètes à filaments pseudopodes, la seule famille de l'ordre des Nucleariida.

## Liste des genres
Selon IRMNG (12 avril 2025) :
- Nuclearia Cienkowsky, 1865
  - Genres synonymes :
    - Astrodisculus Greeff, 1869
    - Heliosphaerium Frenzel, 1892
    - Nuclearella Frenzel, 1892
    - Nuclearina Frenzel, 1892
    - Nucleosphaerium Cann & Page, 1979
- Parvularia López-Escardó & Torruella, 2017
- Potamodiscus J. Gerloff, 1968
- Vampyrellidium Zopf in Shenk, 1885

## Systématique
La famille des Nucleariidae a été créée en 1979 par les protozoologistes John P. Cann (d) et Frederick C. Page (d).

## Publication originale
- (en) J. P. Cann et F. C. Page, « Nucleosphaerium tuckeri nov. gen. nov. sp. — A new freshwater filose amoeba without motile form in a new family nucleariidae (Filosea: Aconchulinida) feeding by ingestion only », Archiv für Protistenkunde, Elsevier, vol. 122, nos 3-4,‎ janvier 1979, p. 226-240 (ISSN 0003-9365 et 2213-5553, OCLC 4649431785, BNF 37573399, DOI 10.1016/S0003-9365(79)80034-2).